# Félix-Marie-Honoré Verdet
Félix-Marie-Honoré Verdet (* 3. August 1904 in Cannes; † 22. Juli 1992 in Bandol) war ein französischer römisch-katholischer Geistlicher und Bischof von La Rochelle.

## Leben
Er empfing am 6. Januar 1933 das Sakrament der Priesterweihe.
Papst Pius XII. ernannte ihn am 10. Juni 1952 zum Titularbischof von Gurza und bestellte ihn zum Weihbischof in Nizza. Die Bischofsweihe spendete ihm am 12. Juli 1952 der Bischof von Nizza, Erzbischof Paul-Jules-Narcisse Rémond; Mitkonsekratoren waren Pierre-Maurice-Marie Rivière, Bischof von Monaco, und Auguste Joseph Gaudel, Bischof von Fréjus.
Am 1. Juli 1963 wurde Félix-Marie Verdet zum Bischof von La Rochelle ernannt. Er nahm an allen vier Sitzungsperioden des Zweiten Vatikanischen Konzils teil. Während seiner Amtszeit als Bischof von La Rochelle setzte er die Beschlüsse des Konzils in seiner Diözese um. Er schuf die den Konstitutionen des Konzils entsprechenden Beteiligungsgremien, insbesondere einen Priesterrat.
Am 17. August 1979 gab Papst Johannes Paul II. seinem altersbedingten Rücktrittsgesuch statt.